# Brandenberg
Brandenberg est une commune autrichienne du district de Kufstein dans le Tyrol.